# Нравственное богословие
Нравственное богословие (лат. Theologia moralis — моральная теология) — дисциплина христианского богословия, излагающая учение о нравственности, нормах морали. В христианстве нравственное богословие излагает и обосновывает нормы христианской этики. Важную роль в нравственном богословии составляет учение о свободе как условии нравственных действий, далее идёт учение о нравственном законе (ветхозаветный, евангельский) и совести, затем излагается учение о грехе и покаянии.

## История
История нравственного богословия в авраамических религиях берёт свои корни в раннем иудаизме. Личность Моисея, с которым связаны изложенные в Библии Десять заповедей и Закон Моисея, для многих светских исследователей является легендарной, но именно с ним связывают изложение моральных норм иудаизма, принятых с некоторыми модификациями и христианством и исламом. В христианстве нравственные нормы нашли своё отражение в учении Нового Завета. Нравственное учение христианства было темой многих произведений Отцов Церкви. Со времени Реформации дискуссионным в западном христианстве был вопрос соотношения веры и дел, роли Закона и благодати в спасении и христианской жизни. Для современной истории христианства дискуссионными являются вопросы сексуальной нравственности и реакции на изменения моральных норм в современном обществе.